# Wohn- und Wirtschaftsgebäude Dorfstraße 21
Das Wohn- und Wirtschaftsgebäude Dorfstraße 21 auf dem Hof Siemer in Groß Ippener, Samtgemeinde Harpstedt, stammt von 1806.
Das Gebäude steht unter Denkmalschutz (Siehe auch Liste der Baudenkmale in Groß Ippener).

## Geschichte
Das eingeschossige giebelständige Wohn- und Wirtschaftsgebäude von 1806 ist ein Zweiständerhallenhaus als Fachwerkhaus mit Steinausfachungen und einem Krüppelwalmdach sowie Niedersachsengiebel mit Uhlenloch und Pferdeköpfen. Eine Inschrift befindet sich über der Grooten Door.
Die Landesdenkmalpflege befand: „...geschichtliche Bedeutung ... als beispielhaftes Fachwerkhallenhaus des frühen 19. Jhs. ...“.